# الکساندر یاروونکو
الکساندر یاروونکو (اوکراینی: Олександр Євгенійович Яровенко؛ زادهٔ ۱۹ دسامبر ۱۹۸۷) بازیکن فوتبال اهل اوکراین است.
از باشگاه‌هایی که در آن بازی کرده‌است می‌توان به باشگاه فوتبال شاختار دونتسک اشاره کرد.